# Ann Petrén
Ann Louise Maria Petrén (Västerås, 25 maggio 1954) è un'attrice svedese.

## Filmografia parziale
- Bröderna Mozart, regia di Suzanne Osten (1986)
- Peter och Petra, regia di Agneta Elers-Jarleman (1989)
- Min store tjocke far, regia di Kjell-Åke Andersson (1992)
- Den bästa sommaren, regia di Ulf Malmros (2000)
- Alle prime luci dell'alba (Om jag vänder mig om), regia di Björn Runge (2003)
- L'amore non basta mai (Masjävlar), regia di Maria Blom (2004)
- Mun mot mun, regia di Björn Runge (2005)
- Happy End, regia di Björn Runge (2011)
- Border - Creature di confine (Gräns), regia di Ali Abbasi (2018)

## Premi
- Guldbagge
  - 2004: "Miglior attrice" per Alle prime luci dell'alba
  - 2005: Candidatura a "miglior attrice non protagonista" per L'amore non basta mai
  - 2011: "Premio Guldbagge per la miglior attrice"